# Crooked Still

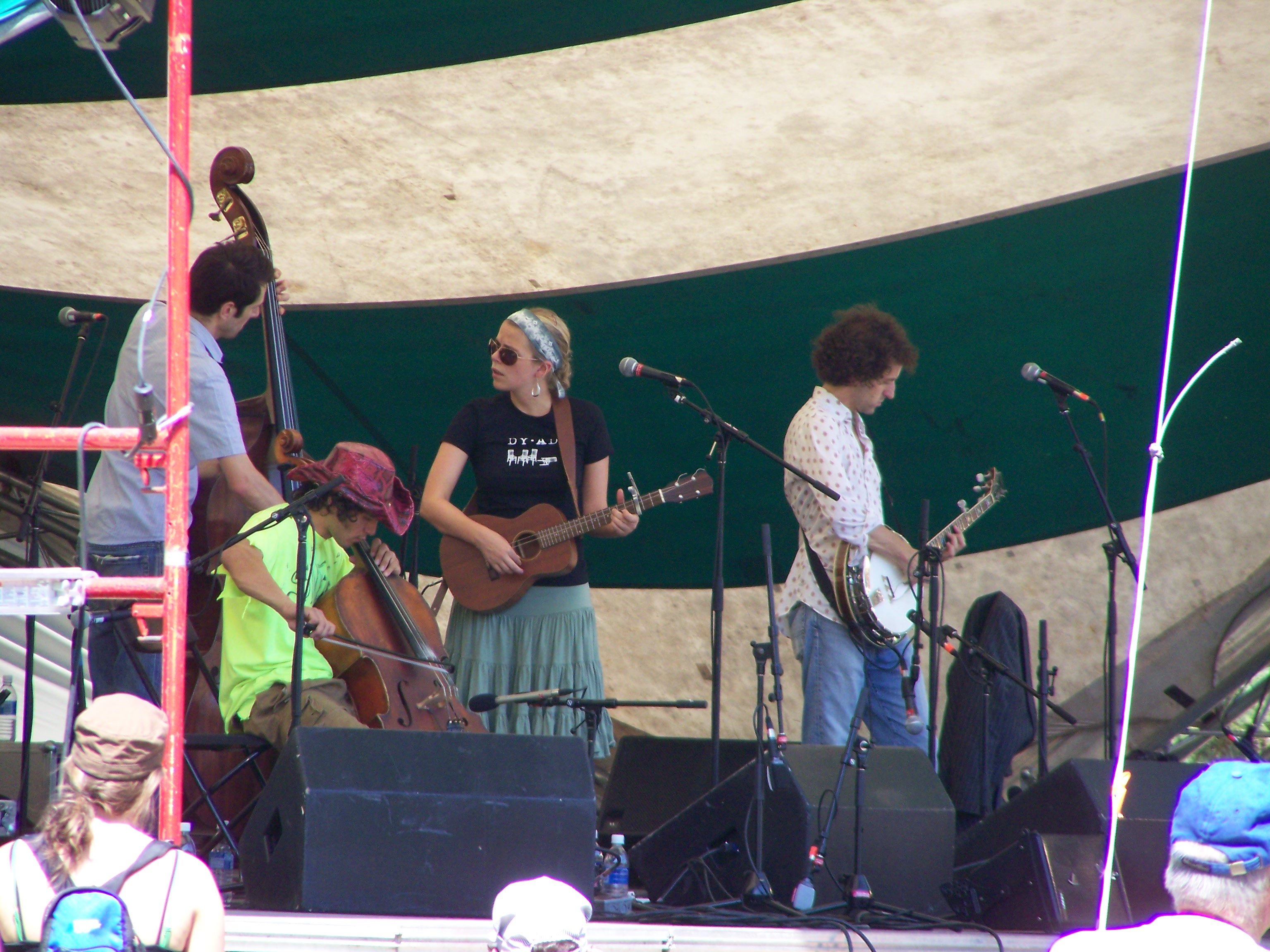
Crooked Still in der Ursprungsformation beim Calgary-Folk-Festival 2007

Crooked Still ist eine progressive Bluegrass-Band, die 2001 gegründet wurde. In der letzten Besetzung als Quintett bestand sie aus Sängerin Aoife (sprich: I-fah) O’Donovan, Banjospieler Gregory Liszt, Bassist Corey DiMario, Cellist Tristan Clarridge und Violinistin Brittany Haas.
Die Band zeichnete sich durch ihren dynamischen, innovativen Stil aus, der technische Brillanz und ungewöhnliche Instrumentierung (Fehlen genretypischer Instrumente wie Mandoline und Gitarre) mit der Stimme O’Donovans vereint. Als „Funky String Band“ (Selbstbezeichnung) gelangen Crooked Still genuine Neuinterpretationen von Klassikern amerikanischer Folkmusik.

## Geschichte
Aoife O’Donovan und DiMario trafen sich am New England Conservatory of Music in Boston, Massachusetts im Frühjahr 2001. Der Cellist Rushad Eggleston, der am Berklee College of Music studierte, und Liszt, damals Biologiestudent am MIT, musizierten bereits gemeinsam.
Im Sommer 2001 schlossen sich die vier Studenten zu Crooked Still zusammen. 
Erste Auftritte in Boston führten zu wachsender Beliebtheit und positivem Echo in der regionalen Presse. 2004 wurde die Band eingeladen, am Newport Folk Festival und Falcon Ridge Folk Festival teilzunehmen. Im September erschien das Debütalbum Hop High und avancierte zum Bestseller. Nach dem Erfolg dieser ersten Festivalauftritte tourte Crooked Still landesweit und absolvierte auch Auftritte außerhalb der Vereinigten Staaten.
Im August 2006 erschien Shaken by a low Sound; der Track Ain't no grave, ursprünglich ein Gospel von Brother Claude Ely und exemplarisch für das transformatorische musikalische Potential der Truppe, wurde für den Soundtrack zur US-Serie True Blood adaptiert, die auch in Deutschland gesendet wurde.
Im November 2007 verließ der Cellist Rushad Eggleston, dessen Neudefinition des Cellospiels maßgeblich den Sound von Crooked Still beeinflusste, die Band nach einer letzten Show, um seine eigene Musik mit der Band Tornado Rider verfolgen. Er wurde im Januar 2008 durch Tristan Clarridge ersetzt; zugleich erweiterte sich das Line-up der Band um die Violinistin Brittany Haas. Mit Still Crooked veröffentlichte die Band im selben Jahr ihr erstes Album als Quintett. 2009 erschien ein Live-Album. Im Mai des Jahres waren Crooked Still auch live in Deutschland zu hören. 2010 erschien das Studioalbum Some Strange Country.
Zur Feier ihres zehnjährigen Jubiläums gingen Crooked Still 2011 auf Tour durch Nordamerika und veröffentlichten im Oktober die 7-Song-EP Friends of Fall. 
Seit 2012 nimmt sich die Band eine Schaffenspause, um individuellen musikalischen Projekten nachzugehen. Liszt, der 2006 mit Bruce Springsteen auf dessen Seeger-Sessions-Tour gearbeitet hat, gründete die Deadly Gentlemen; er betätigte sich als Blogger des Bluegrass-Intelligencer und Videodirektor für Lake Street Dive, eine ebenfalls in Boston gegründete Indie-Jazzpop Gruppe. Nach Auflösung der Deadly Gentlemen im Sommer 2015 trat er eine Professur für Banjo am Berklee College of Music an. O’ Donovan startete eine Solokarriere als Singer-Songwriterin. Im Herbst 2014 gab die Band einige Reunion-Konzerte in der Heimatregion Boston. Im September 2017 fand ein Auftritt auf dem Freshgrass-Festival statt, 2019 in der Show Live from Here.

## Diskografie
- 2004 Hop High
- 2006 Shaken By A Low Sound
- 2008 Still Crooked
- 2009 Crooked Still Live
- 2010 Some Strange Country
- 2011 Friends of Fall (EP)
- 2018 Live at Grey Fox July 16, 2006